# بطولة نيوم لكرة القدم الشاطئية
بطولة نيوم لكرة القدم الشاطئية هي البطولة الشاطئية الدولية الأولى المعتمدة لكرة القدم الشاطئية من قبل الاتحاد الدولي لكرة القدم "FIFA". تقام على شواطئ المدينة المستقبلية نيوم شمال غرب المملكة العربية السعودية، ويتنافس على البطولة 6 منتخبات دولية موزعة على مجموعتين، تضم المجموعة الأولى منتخبات السعودية والصين ومصر، وتضم المجموعة الثانية منتخبات عمان وإنجلترا والإمارات العربية المتحدة. تضم البطولة ثلاث فعاليات شاطئية وهي كأس العالم الخمسين للتزلج المائي، وفعالية لرياضة الرجبي، والتنس. أقيمت المباراة النهائية بين المنتخب العماني والمنتخب المصري وانتهت بفوز المنتخب العماني بنتيجة (3-4) ليحصل الفريق العماني على لقب البطولة.

## ترتيب المنتخبات
| الترتيب | المنتخب                  |
| ------- | ------------------------ |
| 1       | عمان                     |
| 2       | مصر                      |
| 3       | الإمارات العربية المتحدة |
| 4       | السعودية                 |
| 5       | إنجلترا                  |
| 6       | الصين                    |